# Frantz Fanon, une vie, un combat, une œuvre
Pour plus de détails, voir Fiche technique et Distribution.
Frantz Fanon, une vie, un combat, une œuvre est un  documentaire réalisé par Cheikh Djemai en 2001.

## Synopsis
Ce film décrit la vie de Frantz Fanon, un psychiatre de Martinique devenu porte-parole de la lutte anti-colonialiste,. En 1952, Frantz Fanon écrit Peau noire, masques blancs, une analyse du racisme et des manières qu'ont ses victimes de l'intérioriser. Dans les années 1950, il aide les rebelles lors de la guerre d'Algérie. Expulsé d'Algérie en 1956, il migre vers Tunis, où il écrit pour le journal rebelle algérien El Moudjahid, fonde l'une des premières cliniques psychiatriques d'Afrique et écrit plusieurs ouvrages sur la décolonisation. Il décède d'une leucémie à Washington D.C. à l'âge de 36 ans,.